# Комуністична партія України (1993—2022)
Комуністи́чна па́ртія Украї́ни (КПУ) — колишня проросійська політична партія, що діяла в Україні у 1993—2022 роках. Позиціонувала себе правонаступницею однойменної партії радянського періоду, що діяла на території України у 1918—1991 роках у складі Комуністичної партії Радянського Союзу.
Партія була утворена 19 червня 1993 року на з'їзді у Донецьку і офіційно зареєстрована 5 жовтня 1993 року. Брала участь у виборах різних рівнів і була представлена у Верховній Раді України у 1994—2014 роках (2-ге—7-ме скликання). Лідер партії Петро Симоненко неодноразово брав участь у президентських виборах — на виборах 1999 року він посів друге місце, поступившись Леоніду Кучмі і отримавши 22 % та 38 % голосів виборців у першому та другому турах відповідно. Більшу частину своєї історії партія декларувала опозиційність до чинних президентів та урядів, однак у 2006—2007 та 2010—2014 роках входила до коаліцій з Партією регіонів та підтримувала Віктора Януковича на посаді прем'єр-міністра та президента.
У 2014 році представники Комуністичної партії брали участь або підтримували російську агресію у Криму та на Донбасі, після чого влада України почала здійснювати заходи щодо заборони чи ліквідації партії. Спочатку було розпущено фракцію Комуністичної партії у Верховній Раді, а Міністерство юстиції вперше позвалося до суду щодо заборони діяльності Комуністичної партії. 9 квітня 2015 року Верховна Рада ухвалила Закон «Про засудження комуністичного та націонал-соціалістичного (нацистського) тоталітарних режимів в Україні та заборону пропаганди їхньої символіки», після чого Міністерство юстиції визнало Комуністичну партію такою, що не відповідає вимогам закону. Після цього партія вже не могла брати участь у виборах, а Міністерство юстиції вдруге позвалося до суду з вимогою остаточно заборонити Комуністичну партію.
16 грудня 2015 року суд задовольнив другий позов Міністерства юстиції і вперше заборонив діяльність партії. Однак КПУ подала апеляцію на це рішення, розгляд якої тривав більше шести років. Тільки 3 травня 2022 року суд завершив розгляд справи, залишивши апеляційну скаргу без задоволення — рішення про заборону партії набрало законної сили. Також 5 липня 2022 року було задоволено інший позов Міністерства юстиції, розгляд якого тривав з 2014 року. Рішенням суду було знову заборонено діяльність партії та наказано передати усі її активи у власність держави. Увесь цей час партія, попри неможливість участі у виборах, продовжувала фактично існувати та навіть збирала членські внески з партійців.

## Історія

### Комуністична партія України радянського періоду
У 1918—1991 роках в Україні діяла Комуністична партія України, що здійснювала керівництво усіма галузями життєдіяльності Української РСР згідно з політичними директивами Комуністичної партії Радянського Союзу.
У серпні 1991 року після провалу спроби державного перевороту в СРСР і проголошення незалежності України діяльність Комуністичної партії в Україні було офіційно заборонено. Спочатку 26 серпня Президія Верховної Ради України видала указ «Про тимчасове припинення діяльності Компартії України», а 30 серпня — указ «Про заборону діяльності Компартії України».

### Відновлення партії

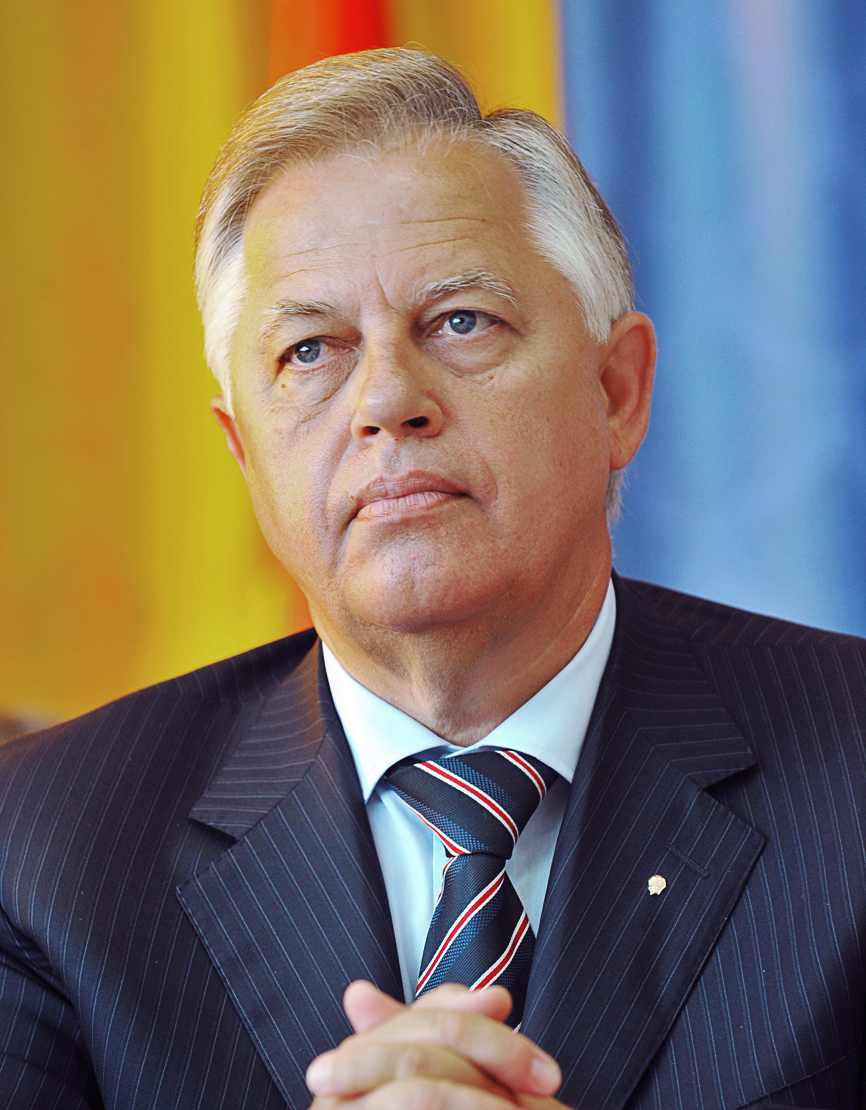
Петро Симоненко

Після заборони КПУ частина колишніх комуністів вступила до новоствореної Соціалістичної партії України. 6 березня 1993 р. на конференції в Макіївці, 19 червня 1993 р. — на з'їзді у Донецьку Компартія була відновлена (формально — заново створена). Очолив КПУ Петро Симоненко.
КПУ офіційно зареєстрована 5 жовтня 1993 року. З того часу постійно декларувала свою опозиційність — до президентів Леоніда Кравчука, Леоніда Кучми та Віктора Ющенка.
27 грудня 2001 року Конституційний Суд України у своєму Рішенні вказав, що «Комуністична партія України, яка була зареєстрована 22 липня 1991 року саме як об'єднання громадян (і заборонена у серпні 1991 року), не є правонаступником КПРС і Компартії України у складі КПРС».
У травні 2002 року відбувся об'єднавчий позачерговий з'їзд обох комуністичних партій України — тієї, що була зареєстрована 22 липня 1991 року, і тієї, що була зареєстрована 5 жовтня 1993 року. Під час з'їзду керівництво КПУ заявило, що партія є повноважною правонаступницею КП(б)У–КПУ, утвореної 12 липня 1918 року.
Центральний друкований орган партії — газета «Комуніст».

### Парламентські вибори 1994 року
Це були перші вибори після відновлення діяльності партії в 1993 р. Вибори проходили за мажоритарною виборчою системою. КПУ перетворилася на потужну політичну силу, комуністи перемогли в 85 з 450 виборчих округів, сформували найбільшу фракцію у Верховній Раді, керівництво парламенту та отримали портфелі керівників ключових парламентських комісій.
Самостійної участі в президентських виборах 1994 р. Компартія участі не брала, підтримавши кандидатуру лідера Соціалістичної партії України Олександра Мороза.

### Парламентські вибори 1998 року

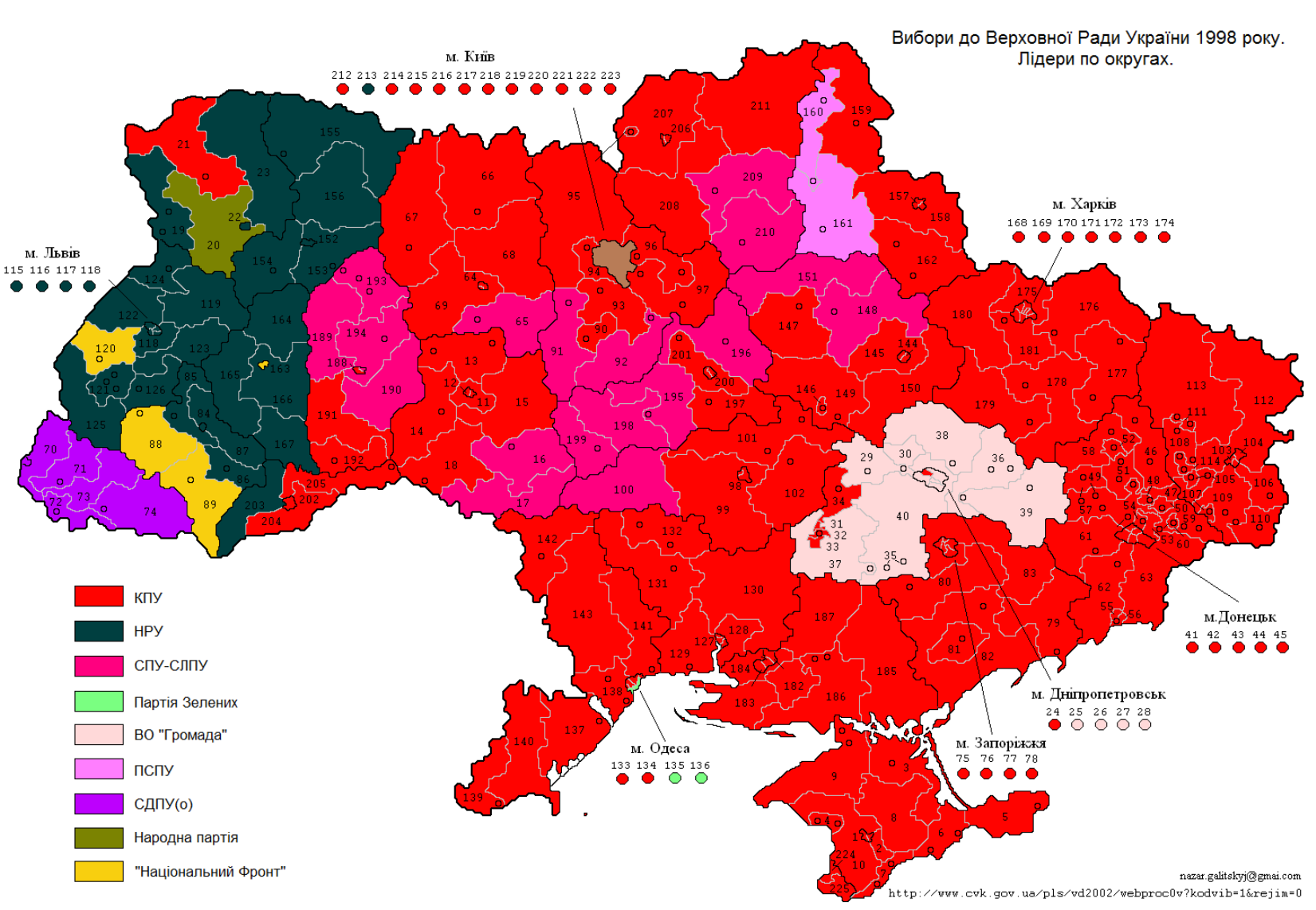
Підтримка КПУ на парламентських виборах 1998 (червоний колір)

Ці вибори проводилися за змішаною виборчою системою. Половина депутатів обиралися за партійними списками, інші 225 — в округах. На парламентських виборах 1998 року комуністи здобули 123 мандати (84 — за списком (отримавши 24,65 % голосів виборців або 6 550 353, перше місце) і 39 — в одномандатних округах). Згодом чисельність фракції скоротилася до 110 депутатів. Проте це не заважало КПУ бути основою парламентської більшості, яка діяла до 2000 року. Перша п'ятірка виборчого списку виглядала так:
1. Симоненко Петро Миколайович (КПУ)
2. Парубок Омелян Никонович (КПУ)
3. Наливайко Анатолій Михайлович (КПУ)
4. Олійник Борис Ілліч (КПУ)
5. Заклунна-Мироненко Валерія Гавриїлівна (КПУ)

Під час виборів керівника держави у 1999 році лідер КПУ Петро Симоненко в першому турі виборів отримав 22,24 % голосів (5 849 077 голосів виборців) і посів друге місце. Незважаючи на підтримку майже всіх лівих сил, в другому турі здобув 37,8 % голосів, поступившись Леоніду Кучмі. Петра Симоненка підтримали 10 665 420 виборців.

### Парламентські вибори 2002 року
На виборах до Верховної Ради 2002 року комуністи отримали 19,98 % голосів (друге місце після «Нашої України»). На цих виборах комуністи вперше поступилися першим місцем правоцентристам з блоку Віктора Ющенка «Наша Україна». Комуністів підтримали 5 178 074 виборці. Вони отримали 59 депутатських мандатів. В одномандатних округах тільки 6 представників від партії здобули перемогу. Таким чином, разом комуністи отримали 65 депутатських мандатів.
Перша п'ятірка виборчого списку виглядала так:
1. Симоненко Петро Миколайович (КПУ)
2. Парубок Омелян Никонович (КПУ)
3. Герасимов Іван Олександрович (позапартійний)
4. Олійник Борис Ілліч (КПУ)
5. Заклунна-Мироненко Валерія Гавриїлівна (КПУ).

КПУ була співорганізатором масштабних протестних акцій «Повстань, Україно!» протягом 2002—2003 років (спільно з СПУ, БЮТ, а також «Нашою Україною»).
Під час президентських виборів у 2004 році Петро Симоненко в першому турі виборів здобув 4,97 % голосів (4-те місце) або 1 396 135 голосів виборців. Найбільшу підтримку отримав на півдні і сході України: за його кандидатуру проголосували 10,60 % виборців Дніпропетровської, 10,04 % Херсонської, 8,84 % жителів Севастополя. Найменш Петра Симоненка підтримали виборці Західної України — 0,53 % виборців Тернопільської, 0,70 % Івано-Франківської та 0,83 % Львівської.

### Парламентські вибори 2006 року

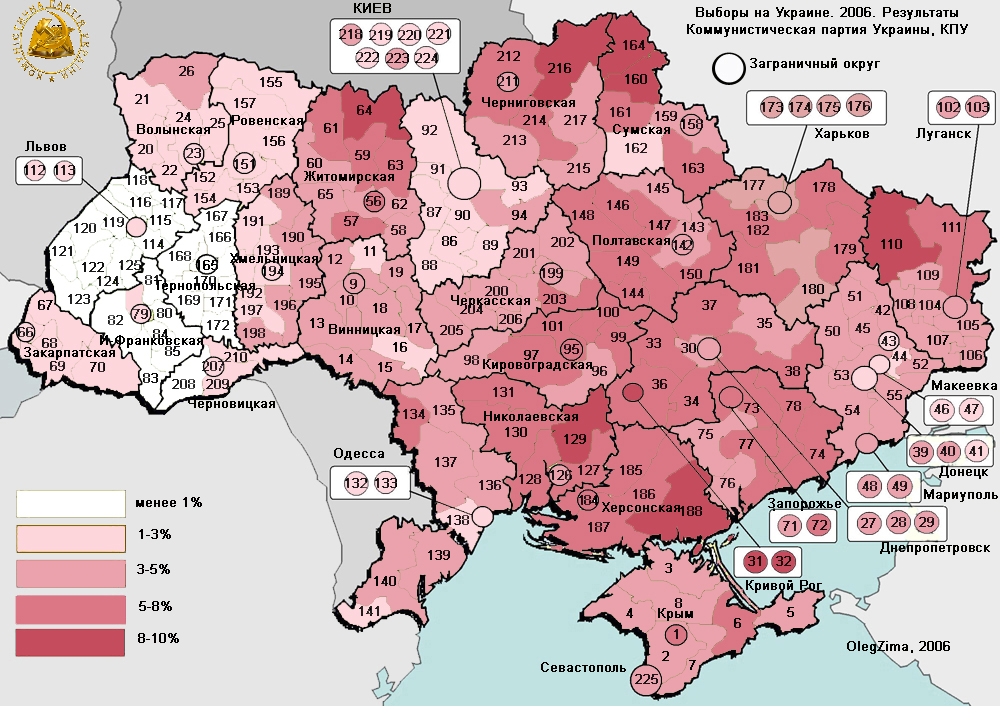
Підтримка КПУ на парламентських виборах 2006 р.

Вибори вперше проводилися за пропорційною виборчою системою. Під час парламентських виборів у 2006 році за КПУ проголосували 3,66 % виборців (21 депутатський мандат, 5 місце, найгірший результат за всю історію партії). Проте це не завадило комуністам вперше з 2000 р. увійти до парламентської більшості (разом з СПУ та Партією регіонів). Перша п'ятірка виборчого списку виглядала так:
1. Симоненко Петро Миколайович (КПУ)
2. Мартинюк Адам Іванович (КПУ)
3. Герасимов Іван Олександрович (КПУ)
4. Самойлик Катерина Семенівна (КПУ)
5. Парубок Омелян Никонович (КПУ)

### Парламентські вибори 2007 року

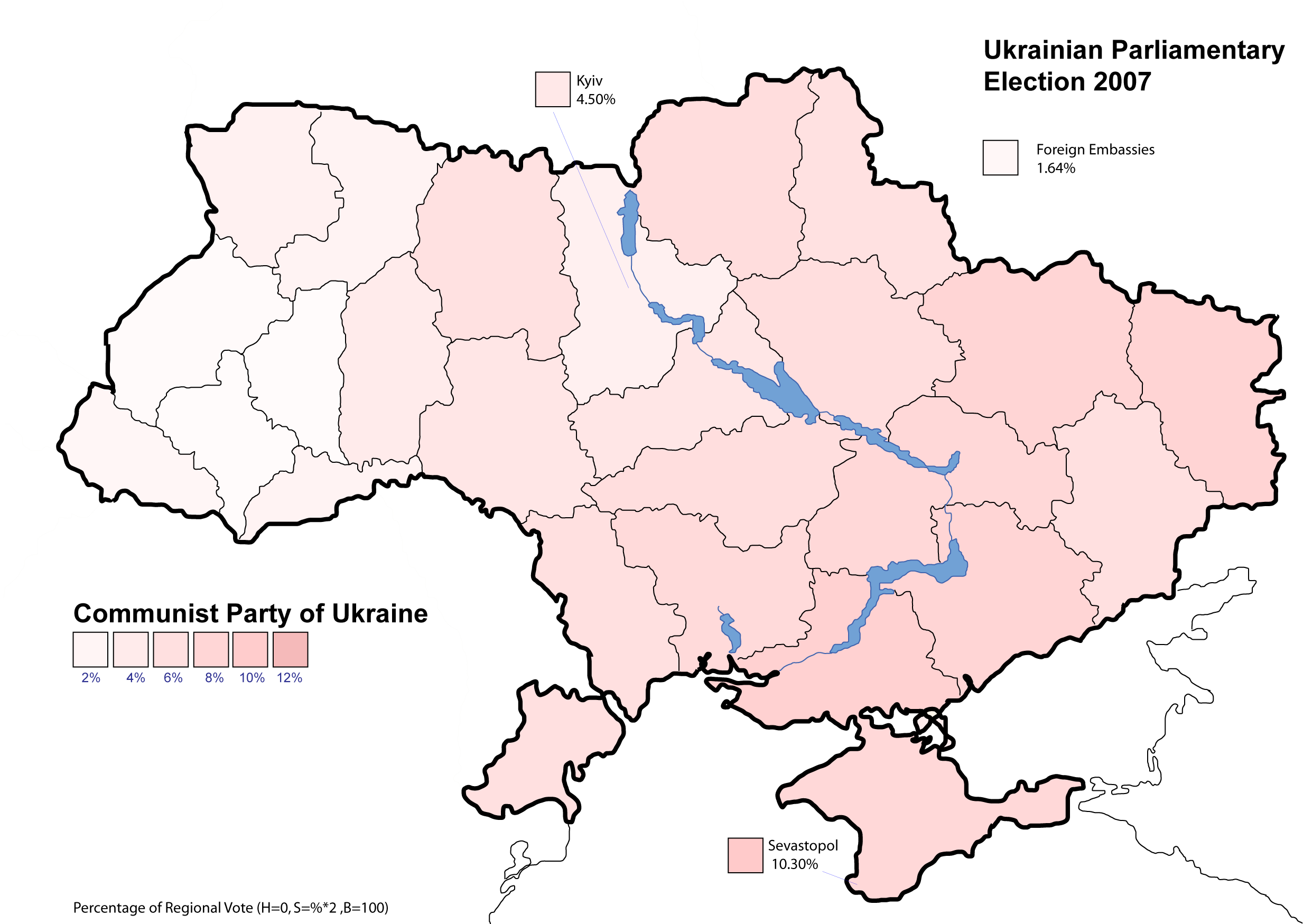
Підтримка КПУ на парламентських виборах 2007 р.

На позачергових парламентських виборах у 2007 році отримала 5,39 % голосів, що дозволило отримати 27 місць у Верховній Раді. Перша п'ятірка виборчого списку виглядала так:
1. Симоненко Петро Миколайович (КПУ)
2. Волинець Євген Валерійович (КПУ)
3. Перестенко Марина Володимирівна (КПУ)
4. Герасимов Іван Олександрович (КПУ)
5. Гайдаєв Юрій Олександрович (позапартійний)

11 березня 2010 р. партія увійшла до правлячої коаліції «Стабільність і реформи».
27 квітня 2010 р. всім складом голосувала за ратифікацію угоди Януковича — Медведєва, тобто за продовження перебування ЧФ Росії на території України до 2042 р.

### Парламентські вибори 2012 року

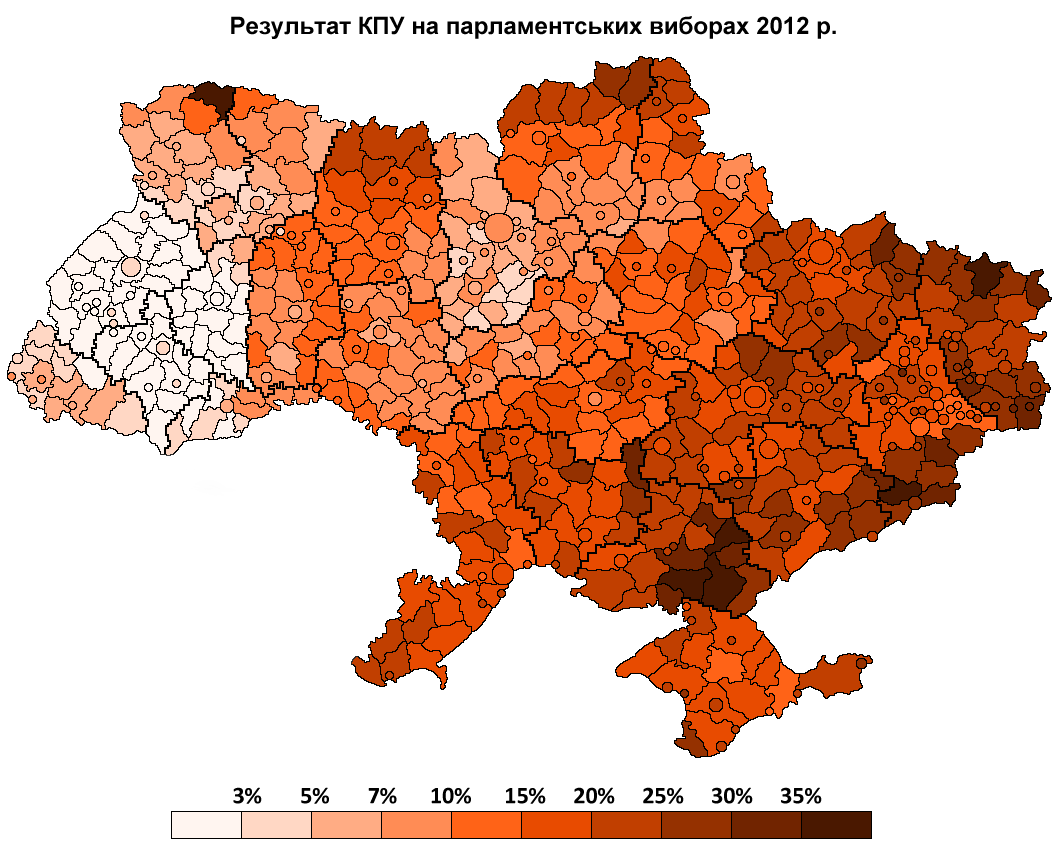
Результат КПУ на парламентських виборах 2012 р.

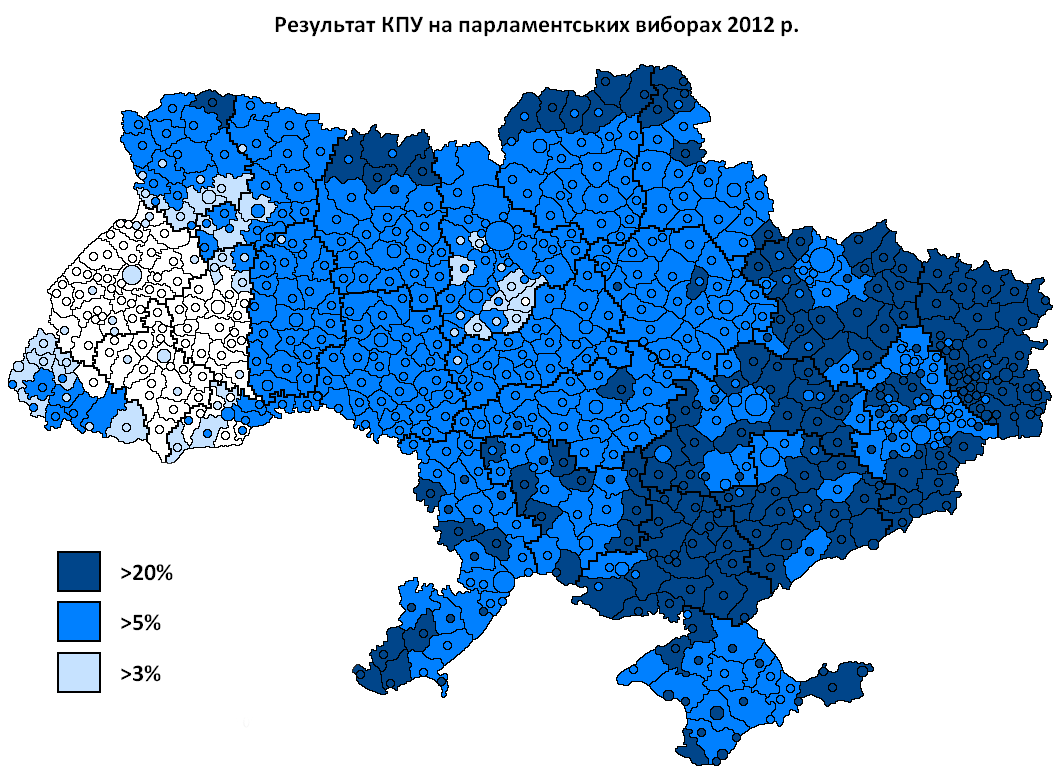
Результат КПУ на парламентських виборах 2012 р.

На парламентських виборах у 2012 році отримала 13,18 % голосів виборців, але не виграла у жодному одномандатного окрузі, і отримала у Верховній Раді 32 місця. Перша п'ятірка виборчого списку була такою:
1. Симоненко Петро Миколайович (КПУ)
2. Цибенко Петро Степанович (КПУ)
3. Кілінкаров Спірідон Павлович (КПУ)
4. Спіріна Ірина Дмитрівна (КПУ)
5. Присяжнюк Олександр Андрійович (КПУ)

30.01.2013 лідером КПУ Петром Симоненком спільно з депутатами від КПУ Ігорем Алексєєвим та Ігорем Калєтніком зареєстровано проект закону № 2128 про повернення до смертної кари.
16 січня комуністи в повному складі підтримали введення «законів про диктатуру», а 28 січня не голосували за їх скасування 20 лютого фракція Компартії стала єдиною з-поміж парламентських фракцій, що не дала жодного голосу за Постанову про засудження застосування насильства, натомість вже 22 лютого підтримала Постанову про самоусунення Януковича від виконання конституційних повноважень
В 2014 році, після перемоги Євромайдану, окремі представники Комуністичної партії України почали брати участь в виступах на Сході та Півдні України проти Майдану і нової влади. Це дало підставу в.о. Президента О. Турчинову ставити питання про заборону її діяльності

### Парламентські вибори 2014 року

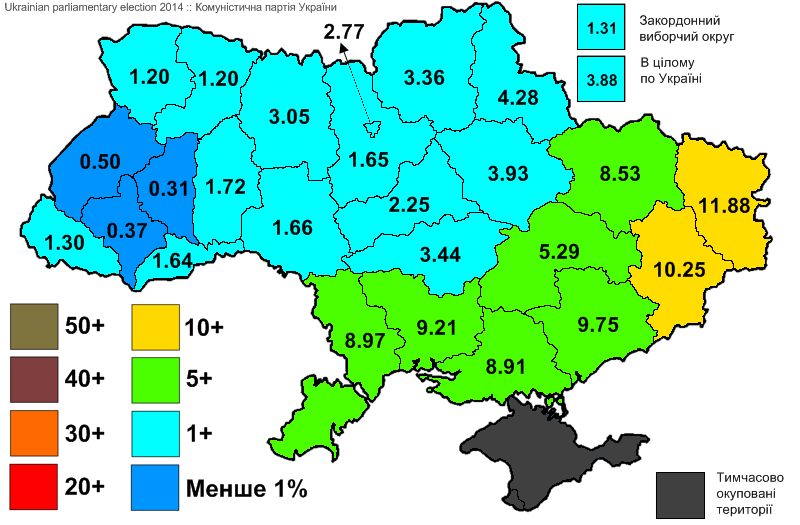
Результати виборів до ВР України. 2014 рік.

На позачергових виборах до Верховної ради 2014 року Комуністична партія України посіла восьме місце за кількістю голосів виборців (611 923 голоси — 3,88 %) і, не подолавши 5-відсоткового бар'єру, вперше не пройшла до українського Парламенту.

### Участь у місцевих виборах 2015
З 24 липня 2015 року всі компартії в Україні не можуть бути суб'єктами виборчого процесу та брати участь у виборах на підставі рішення Міністерства юстиції України, що у свою чергу ґрунтується на Законі України «Про засудження комуністичного та націонал-соціалістичного (нацистського) тоталітарних режимів в Україні та заборону пропаганди їхньої символіки» № 317-VIII від 09.04.2015..
25 вересня 2015 року Комуністична партія України ухвалила рішення брати участь у місцевих виборах 25 жовтня в складі партії «Нова держава». Петро Симоненко зазначив, що таке рішення комуністів пов'язано з судовими справами про заборону КПУ, які на даний момент розглядаються в українських судах. Партія «Нова держава» входить у всеукраїнське громадське об'єднання «Ліва опозиція».
13 жовтня 2015 року Окружний адміністративний суд Києва відмовив Комуністичній партії України в задоволенні позову щодо заборони на участь у виборах. Таким чином, суд відмовився визнати протиправним і скасувати наказ Міністерства юстиції України від 23 липня "Про затвердження Правового висновку Комісії з питань дотримання Закону України «Про засудження комуністичного і націонал-соціалістичного (нацистського) тоталітарних режимів в Україні та заборону пропаганди їх символіки». Крім того, суд відмовився зобов'язати Міністерство юстиції провести анти-дискримінаційну експертизу зазначеного закону.
29 жовтня 2015 року КПУ подала позов до Європейського суду з прав людини проти України на рішення Міністерства юстиції України заборонити участь партії у виборах на підставі закону про декомунізацію.
У позові зазначено, що КПУ вважає закон про декомунізацію «нецивілізованим, недемократичним» і таким, що грубо порушує невід'ємні права й свободи людини. КПУ вважала заборону щодо участі партії у місцевих виборах 2015 року порушенням прав людини.
Відповідно до Закону про декомунізацію, засуджувались комуністичний та націонал-соціалістичний (нацистський) тоталітарні режими та заборонялась пропаганда їхньої символіки.

## Міжнародна діяльність
Комуністична партія України бере участь у з'їздах Союзу комуністичних партій — Комуністичної партії Радянського Союзу: XXXV з'їзді у Мінську (1 листопада 2014 року), співпрацює з лівими, комуністичними та робітничими партіями Європи, Китаю, В'єтнаму, Латинської Америки та ПАР, фракцією «Об'єднаних європейських лівих» в ПАРЄ, фракцією «Європейські об'єднані ліві/Ліво-зелені Півночі» Європарламенту.

## Злочинна діяльність
28 листопада 2006 року український Парламент прийняв Закон України «Про Голодомор 1932-1933 років в Україні», в першій статті якого вказується: «Голодомор — це геноцид Українського народу», а друга стаття зазначає, що публічне заперечення цього злочину визнається наругою над пам'яттю мільйонів жертв, приниженням гідності Українського народу, і є протиправним. 13 січня 2010 року Апеляційний суд м. Києва розглянув кримінальну справу за фактом учинення злочину проти людства — «геноцид», погодився з висновками слідства в тому, що керівництво більшовицького режиму — Йосип Сталін та інші — спланували і здійснили в 1932–1933 роках геноцид української національної групи, і визнав винними в безпосередньому вчиненні цього злочину Сталіна та інших осіб. Менш ніж через 4 місяці після даної події, 5 травня 2010 року Запорізький обком КПУ встановив у місті «пам'ятник Сталінові» й урочисто, із залученням преси та громадськості його відкрив. Дане безпрецедентне рішення призвело до того, що під час відкриття «пам'ятника Сталінові» від спеки знепритомніли троє літніх людей і померла одна жінка. Під час цих трагічних подій, що супроводжували відкриття пам'ятника, представники компартії перешкоджали діяльності журналістів, супроводжуючи це нецензурною лайкою. 

### Сприяння сепаратистській діяльності
Щонайменше з 2006 року Донецький осередок КПУ на постійній основі надавав матеріально-технічну допомогу сепаратистській (з 2014 — терористичній) організації «ДНР», яка в наметах компартії розповсюджувала друковані за сприяння КПУ інформаційні матеріали сепаратистської спрямованості авторства ідеолога донецького інтернаціоналізму Дмитра Корнілова, брата Володимира Корнілова, а також агітувала за порушення територіальної цілісності України, збираючи підписи за «незалежність Донбасу», вихід кількох областей зі складу України і об'єднання їх в одне квазі-державне утворення на базі Донецької, Дніпропетровської, Луганської, Херсонської і Запорізької «республік». Навіть після того, як 6 листопада 2007 року діяльність «ДНР» було заборонено Донецьким окружним адміністративним судом за позовом Головного управління юстиції Донецької області на підставі матеріалів СБУ, Донецький відділ комуністичної партії не припиняв надавати свої намети та друкарські потужності сепаратистам, періодично проводячи з ними і спільні акції. 
1. 6 квітня 2014 року у місті Дніпропетровську за ініціативи Дніпропетровського міського комітету Комуністичної партії України та за участі партії Руський блок, рухів «Народно-освободітєльноє двіженіє», «Боротьба», «Сопротівлєніє Днєпр», «Славянскій рубєж», «Союз комуністів (більшовиків) України», «ВУСРО» відбувся мітинг під назвою «КПУ проти кабального співробітництва з МВФ». Під час заходу за ініціативи активістки Союзу радянських офіцерів України О. Кулик проголошено звернення до президента Російської Федерації з проханням допомогти «звільнити країну та регіон» від чинної влади[54].
2. 7 квітня 2014 року у Слов'янську в наметі Комуністичної партії України збирали грошові кошти та продукти харчування для сепаратистів «ДНР», які захопили будівлю СБУ в Донецьку[55]. Акція допомогла зібрати близько двох тисяч гривень, безліч продуктових наборів і упаковок з питною водою, які за допомоги транспорту доставили сепаратистам[56].
3. 18 квітня 2014 року у місті Слов'янську за участю керівника місцевого осередку Комуністичної партії України А. Хмельового та самопроголошеного мера міста В. Пономарьова відбувся мітинг, за результатами якого було прийнято рішення щодо заборони існування на території Слов'янська партійних осередків партій Свобода, УДАР та Батьківщина[54].
4. 26 квітня 2014 року у місті Горлівці проведено акцію на підтримку «референдуму» в Донецькій області; до числа організаторів входили представник так званої «Донецької народної республіки» В. Колоснюк, керівники осередку Комуністичної партії України в місті Горлівці О. Карпушев та активіст «народного ополчення Донбасу» О. Філіпов[54].
5. 27 квітня 2014 року у місті Луганську за ініціативою так званої «Народної ради Луганщини» проведений масовий захід, організатори якого повідомили, що на виконання рішення так званого «Народного схода представителей Юго-Востока» (відбувся 21 квітня 2014 року у місті Луганську) розроблені проекти «декларації про незалежність» та «акта про державний суверенітет» Луганської народної республіки. Тексти вказаних документів були прийняті учасниками мітингу. У своєму виступі секретар Рубіжанського міського комітету Комуністичної партії України Н. Задирака наголосила на тому, що до президента Російської Федерації В. Путіна планується направити звернення про введення на територію області «миротворчих військ» задля забезпечення проведення вищезазначеного «референдуму»[54].
6. 28 квітня 2014 року у місті Луганську відбувся так званий «3-й обласний з'їзд територіальних громад, політичних партій та громадських організацій Луганської області». До оргкомітету з'їзду увійшли Н. Задирака (Комуністична партія України), М. Альошин (Комуністична партія України), К. Абасова (представник сепаратистського руху), О. Виноградський (представник сепаратистів, громадянин Російської Федерації). У ході заходу зазначені особи зачитали «декларацію про суверенітет Луганської народної республіки»[54].
7. 28 квітня 2014 року у місті Луганську керівництвом «Армії південного сходу» на місцевому поліграфічному підприємстві Кераміст-Максим поновлено друк газети антиукраїнського змісту «Луганский формат» (наклад — 1 тис. примірників). Розповсюдження газети організовує депутат Луганської міської ради від Комуністичної партії України С. Мельников[54].
8. 6 травня 2014 року до будівлі Волноваської районної державної адміністрації Донецької області (місто Волноваха) увійшло 40 неозброєних осіб на чолі з керівником місцевого осередку Комуністичної партії України С. Філіндашем, який намагався взяти на себе керівництво містом і районом, вимагав звільнити з посади начальника райвідділу міліції та надрукувати в місцевих засобах масової інформації повідомлення про проведення 11 травня 2014 року «референдуму»[54].
9. 10 травня 2014 року керівник Донецького обласного осередку Комуністичної партії України О. Шинкаренко шляхом погроз вимагав від керівників навчальних закладів та ЖЕКів у містах Артемівську та Горлівці надати приміщення для проведення «референдуму»[54].
10. Проведення голосування 11 травня 2014 року у місті Сватове було організовано міським осередком Комуністичної партії України шляхом установлення виборчої скриньки біля будівлі районної державної адміністрації та виготовлення бюлетенів на звичайному принтері. Після закінчення виготовлених таким способом бюлетенів охочим взяти участь у голосуванні видавали шматки чистого паперу, на яких вони самостійно проставляли слова «Так» чи «Ні».
11. На порушення конституційних принципів цілісності, недоторканності єдності території України, за даними засобів масової інформації, Слов'янський міський комітет Комуністичної партії України на чолі з його першим секретарем А. Хмельовим також брав безпосередню участь (за повідомленням Інтернет-видання tvplus.dn.ua) у підготовці та проведенні 11 травня 2014 року так званого «референдуму» про проголошення «державної незалежності Донецької Народної Республіки»[57]. Донецький осередок Комуністичної партії України організовував та проводив 1 травня 2014 року мітинг на підтримку вищеназваного псевдореферендуму[54].
12. 14 травня 2014 року Перший секретар Горлівського міськкому КПУ Олексій Карпушев заявив, що підтримує ідею «націоналізації» «ДНР» найбільших підприємств Донбасу і назвав це спільною метою сепаратистів і комуністів. «Я повністю згоден з „народним мером“ Слов'янська В'ячеславом Пономарьовим, який говорить виключно про націоналізацію найбільших підприємств Донбасу» — сказав Перший секретар КПУ[58].

### Сприяння окупації і анексії Криму
Щойно комуністи кримського республіканського комітету КПУ досягли своєї мети, над чим за їхніми ж твердженнями вони працювали всі роки незалежності України, а саме — анексії Росією Кримської частини України — вони відкрито перепідпорядкувалися російській КПРФ.
«Всі ці роки ми робили все можливе, щоб наблизити цей щасливий день», — урочисто заявив колишній секретар кримського комітету КПУ, член ЦК КПУ Олег Соломахін з трибуни пленуму ЦК КПРФ в Підмосков'ї 12.04.2014 р. І додав: «приєднання Криму до Росії — яскрава подія, на яку в Криму чекали 23 роки».
«КПРФ продовжує справу КПРС і є її ідейним наступником», — інформує сайт організації. КПРФ є зареєстрованою юридичною особою в Росії. Місцезнаходження постійно діючого керівного органу партії — ЦК КПРФ — місто Москва.
Колишній секретар кримського комітету КПУ Соломахін є членом центрального комітету КПУ, тобто вищого керівного органу партії.
Таким чином, «всі ці роки» КПУ веде скоординовану на найвищому рівні роботу з КПРФ, відкрито отримує вказівки з Москви, працюючи на підрив української державності.
Так, 13 березня 2014 року, незважаючи на зупинення Указом Президента України від 7 березня 2014 року № 261 дії Постанови Верховної Ради Автономної Республіки Крим від 6 березня 2014 року № 1702-6/14 «Про проведення загальнокримського референдуму», за безпосередньої участі першого секретаря Республіканського (в Автономній Республіці Крим) комітету Комуністичної партії України О. Соломахіна у Верховній Раді Автономної Республіки Крим було підписано меморандум про спільні дії чотирьох політичних партій, представлених у Верховній Раді Автономної Республіки Крим (серед яких і Комуністична партія України), спрямовані на успішне проведення 16 березня поточного року так званого загальнокримського референдуму. У цьому меморандумі за підписом, зокрема, представника Комуністичної партії України було рекомендовано членам своїх організацій і всім своїм політичним прихильникам підтримати перше питання, винесене на загальнокримський референдум: «1) Ви за возз'єднання Криму з Росією на правах суб'єкта Російської Федерації?»
Згідно з наданою Службою безпеки України інформацією, протягом 2012–2013 років функціонери Комуністичної партії України долучались до акцій проросійських сил («Русский блок», «Русское единство», «Руське віче», «За єдину Русь», «Православний вибір»), що відбувались у містах Києві, Донецьку, Миколаєві, Одесі, Севастополі, Сімферополі, Харкові, Херсоні, Ялті та Сєвєродонецьку Луганської області, зокрема з нагоди «Дня руської єдності» (4 листопада), які фінансувалися українським представництвом «Федерального агентства по делам Содружества Независимых Государств, соотечественников, проживающих за рубежом», и по «международному гуманитарному сотрудничеству (Россотрудничество)» — федеральним органом виконавчої влади Російської Федерації..
1 липня 2014 року у Баку, під час голосування у ПА ОБСЄ за резолюцію, якою було засуджено військову агресію Росії проти України та анексію Криму, комуністка Оксана Калетник єдина зі всієї української делегації голосувала «проти» прийняття резолюції. Резолюцію було прийнято більшістю голосів, Росію було визнано військовим агресором. Озброєний напад однієї держави на іншу вважається міжнародним злочином проти миру і безпеки людства.

### Участь членів партії у терористичній діяльності
1. 9 травня 2014 року у центральній частині міста Слов'янська Донецької області, навпроти будівлі відділу внутрішніх справ було споруджено барикади із залізобетонних блоків; крім того, на 1-му та 2-му поверхах прилеглого будинку було розташовано кулеметні позиції. Цими підготовчими заходами керував Перший секретар Слов'янського міського відділу Комуністичної партії України А. Хмельовий, якого сепаратисти обрали «Головою координаційної ради Слов'янська»[54].
2. 10 травня 2014 року 16 озброєних осіб увірвалися в магазин «Military» у місті Свердловську Луганської області і забрали 20 комплектів уніформи (камуфляж, черевики, жилети розвантаження, ремені й шоломи). Зазначену групу очолює член Комуністичної партії України О. Гайдей. 50 його бойовиків, озброєних АК і СВД, захопили 4-х поверховий будинок у центрі міста[54].
3. 6 червня 2014 року один з посібників терористів, затриманий на блокпості українських військ біля міста Рубіжне, розповів про безпосередню причетність до терористичної організації «ЛНР» функціонерів Партії Регіонів та КПУ. Затриманий повідомив, що усіма сепаратистськими справами керують місцеві осередки Партії регіонів і КПУ. Зокрема, відповідно до протоколу допиту затриманого, організатором нападу на учасників Антитерористичної операції, внаслідок якого двоє військових загинули і сім отримали поранення[70], була Перший секретар міського комітету КПУ Неля Задирака[71]. Також, за даними з протоколу, в нарадах сепаратистів брав участь і інший член компартії — Дмитро Хорошилов, депутат Рубіжненської міської ради від КПУ[72].
4. 22 червня 2014 року у Харкові обласне угруповання КПУ, за підтримки ПСПУ та інших сепаратистських організацій, в порушення судової заборони, під радянськими, партійними прапорами КПУ, ПСПУ і прапорами Російської імперії гербових кольорів провели мітинг проти «українських фашистів» і націоналістів. Крім того, вони вимагали зупинити антитерористичну операцію на Донбасі, тобто залишити Донецьку і Луганську області України захопленою терористами і російськими диверсантами[73].
5. У грудні 2014 року голова СБУ В. Наливайченко повідомив, що заарештовані керівники осередків КПУ, причетні до злочинів проти держави та територіальної цілісності України[74].
6. 19 грудня 2014 року СБУ повідомила про арешт депутата міськради м. Костянтинівка від КПУ, члена Всеукраїнського Союзу радянських офіцерів, що разом з іншими членами агентурної мережі терористичної організації ДНР планував теракти проти сил АТО, збирав і передавав командирові диверсійно-розвідувальної групи з позивним «Ягуар» інформацію про дислокацію сил і засобів антитерористичної операції.[75]

8 квітня 2015 року радник голови СБУ М. Лубківський повідомив про наявність претензій до діяльності лідерів КПУ, серед інших — до Петра Симоненка. СБУ встановлює причетність КПУ та її лідерів до терористичних актів, зокрема в Одесі та інших містах. Цих лідерів неодноразово викликали на допит. Важливим є те, що комуністи продовжують чинити злочини проти власного народу. Принциповою позицією голови СБУ є доведення справи розслідування злочинної діяльності КПУ до кінця.

## Заборона діяльності партії
13 травня 2014 року тодішній виконувач обов'язків Президента України, голова ВРУ Олександр Турчинов пообіцяв заборонити діяльність Компартії у разі, якщо Міністерство юстиції доведе їхню причетність до сепаратизму. Оскільки «є дуже багато інформації та матеріалів щодо співучасті представників КПУ в організації терористичної та сепаратистської діяльності», сказав Турчинов.
14 червня 2014 року СБУ передала до Міністерства юстиції докази протиправної діяльності Комуністичної партії України та її представників. «Служба безпеки, за останні 3 місяці всі докази протизаконної діяльності Компартії та її представників не тільки зібрала, а й передала в Мін'юст офіційно, як доказову базу для того, щоб, по-перше, раз і назавжди була знята з реєстрації ця організація в Україні, по-друге — за рішенням суду — (щоб була) заборонена її діяльність», — сказав голова служби Наливайченко.

### Розпуск фракції у парламенті (2014)
24 липня 2014 року під час засідання Верховної Ради її голова Олександр Турчинов оголосив про розпуск фракції Комуністичної партії України у Верховній Раді 7 скликання. Наголосивши, що ця фракція нараховує менше ніж 23 депутати, що згідно з регламентом дозволяє її розпуск.
Незважаючи на спроби ліквідації Компартії, ЦВК зареєструвала її для участі у позачергових парламентських виборах, які відбулися 26 жовтня 2014 року, однак до нового парламенту партія вже не потрапила, оскільки набрала менше 5 % голосів виборців.

### Перший позов Міністерства юстиції (2014—2022)
8 липня 2014 року Міністерство юстиції та Державна реєстраційна служба України звернулися до Окружного адміністративного суду міста Києва (ОАСК) з метою заборони діяльності Комуністичної партії. 11 липня суд відкрив провадження у відповідній адміністративній справі № 826/9751/14.
Подача таких позовів передбачена ч. 3 ст. 19 КАСУ [Архівовано 9 Липня 2014 у Wayback Machine.], ст. 5 Закону «Про політичні партії в Україні» [Архівовано 14 Липня 2014 у Wayback Machine.]. Хоча в першому законі судом, що розглядає справу про заборону політичної партії, визначено Окружний адміністративний суд міста Києва, а в другому — Верховний Суд України.
Доказова база протиправної діяльності КПУ складається з близько 120 сторінок, а також відео- і аудіоматеріалів. Зокрема, зібрані докази причетності представників партії до дій, які призвели до окупації Криму Росією, до постачань зброї і фінансування терористів у східних регіонах, до проведення сепаратистських референдумів у Луганській і Донецькій областях. Задокументовано факти безпосередньої участі представників КПУ в активних бойових діях проти українських сил антитерористичної операції.
22 жовтня відбулося чергове засідання суду. Розгляд справи був перенесений через неявку представників Компартії.
5 листопада справу було зупинено до закінчення розгляду пов'язаних із нею інших справ, проте 24 грудня — поновлено.
18 лютого 2015 р. усі судді, які розглядали позов про заборону Компартії України, заявили про самовідвід у зв'язку з обшуком в кабінеті судді Валерія Кузьменка і вилученням комп'ютера з інформацією про всі справи, в тому числі і щодо КПУ. Справу передали Київському окружному адміністративному суду. 17 березня Київський окружний адміністративний суд прийняв справу до свого провадження.
У 2015—2021 роках Комуністична партія неодноразово подавала апеляційні скарги щодо передачі справи до іншого суду. Більшість скарг були відкликані самим скражником, кілька — були повернуті у зв'язку зі зловживанням скаржником процесуальними правами, ще у відкритті кількох було відмовлено, і ще одну скаргу було повернуто без розгляду.
Лише 21 вересня 2021 року суд поновив провадження у даній справі, однак вже 30 вересня призупинив його у зв'язку з витребуванням справи Верховним Судом.
10 лютого 2022 року Київський окружний адміністративний суд поновив провадження у справі після повернення матеріалів з Верховного Суду.
Після початку російського вторгнення 24 лютого 2022 року відбулися зміни у законодавстві щодо підсудності судових справ щодо заборони діяльності політичних партій. У зв'язку з цим 23 травня суд передав справу до Восьмого апеляційного адміністративного суду як суду першої інстанції у даній категорії справ.

#### Позиція адвоката
На думку адвоката Олександра Готіна, існують факти викривленого висвітлення фактів щодо КПУ, порушення її прав.
«Наприклад, під час першого засідання Окружного адміністративного суду Києва представники СБУ заявили, що зараз щодо КПУ порушено 300 кримінальних справ. Ми, в свою чергу, попросили СБУ представити відповідні офіційні документи, в яких вказується, щодо кого з членів КПУ складено обвинувальний акт і чи є рішення суду з цих справ. Нам дали чітку відповідь — на сьогоднішній день обвинувальних вироків щодо членів Компартії немає».

#### Судове рішення
5 липня 2022 року Восьмий апеляційний адміністративний суд задовольнив позов, заборонив діяльність Комуністичної партії України та наказав передати усі активи партії та її осередків у власність держави з можливістю подати апеляційну скаргу до Верховного Суду. Рішення набрало законної сили 27 липня 2022 року.

### Законодавча заборона (2015)
9 квітня 2015 року Верховна Рада України ухвалила Закон «Про засудження комуністичного та націонал-соціалістичного (нацистського) тоталітарних режимів в Україні та заборону пропаганди їхньої символіки». Законом зокрема було заборонено використання державних символів СРСР та радянських республік, інших держав колишнього «соцтабору», символіки комуністичної партії або її елементів.
9 червня 2015 року Міністерство юстиції утворило Комісію з питань дотримання Закону «Про засудження комуністичного та націонал-соціалістичного (нацистського) тоталітарних режимів…» у складі 12 осіб та затвердило Положення про неї. 17 липня Комісія затвердила Правовий висновок, яким встановила, що найменування, символіка, статут та програма діяльності Комуністичної партії України не відповідають вказаному закону, а 23 липня Міністерство юстиції затвердило цей висновок.
24 липня 2015 року Міністр юстиції Павло Петренко повідомив про видачу наказів щодо анулювання статусу і прав Комуністичної партії України, Комуністичної партії України (оновленої) та Комуністичної партії робітників і селян. Зокрема, це означало, що відтоді ці партії не могли брати участі у виборах. Водночас міністр зазначив, що ці партії досі залишаються юридичними особами, однак пообіцяв домагатися їх остаточної ліквідації через суд.

#### Оскарження заборони участі у виборах (2015, 2019)
13 жовтня 2015 року Окружний адміністративний суд Києва відмовив Комуністичній партії України в задоволенні позову щодо заборони на участь у виборах. Таким чином, суд відмовився визнати протиправним і скасувати наказ Міністерства юстиції України від 23 липня «Про затвердження Правового висновку Комісії з питань дотримання Закону України» Про засудження комуністичного і націонал-соціалістичного (нацистського) тоталітарних режимів в Україні та заборону пропаганди їх символіки ". Крім того, суд відмовився зобов'язати Мін'юст провести анти-дискримінаційну експертизу зазначеного закону.
2 лютого 2019 року Центральна виборча комісія відмовила у реєстрації кандидата на пост Президента України Петра Симоненка, висунутого Комуністичною партією України на чергових виборах Президента України, що мали відбутися 31 березня 2019 року. 4 лютого Комуністична партія оскаржила це рішення у Шостому апеляційному адміністративному суді, однак 6 лютого суд відмовив у задоволенні позову. Після цього партія подала апеляційну скаргу, однак 9 лютого Верховний Суд у складі колегії суддів Касаційного адміністративного суду залишив скаргу без задоволення, а рішення суду першої інстанції — без змін.

#### Оскарження у Конституційному Суді
30 травня 2017 року до Конституційного Суду України надійшло подання 46 народних депутатів щодо конституційності Закону України «Про засудження комуністичного та націонал-соціалістичного (нацистського) тоталітарних режимів в Україні та заборону пропаганди їхньої символіки» від 9 квітня 2015 року. Звернення підписали депутати від тодішньої парламентської опозиції, зокрема члени Опозиційного блоку.
16 липня 2019 року Конституційний Суд визнав закон конституційним.

#### Оскарження Правового висновку
У 2015 році Комуністична партія України подала чотири позови до Міністерства юстиції України до Окружного адміністративного суду Києва, якими оскаржувала Правовий висновок Комісії та дії Міністерства юстиції щодо виконання Закону. 10 вересня суд об'єднав чотири позови в одну справу.
13 жовтня 2015 року суд відмовив Комуністичній партії у задоволенні позову, однак та звернулася з апеляційною скаргою на це рішення до Київського апеляційного адміністративного суду. 23 жовтня 2015 року суд відкрив апеляційне провадження за цією скаргою.
16 грудня 2015 року Київський апеляційний адміністративний суд залишив апеляційну скаргу без задоволення, а рішення Окружного адміністративного суду — без змін.
Після цього Комуністична партія звернулася до Вищого адміністративного суду із касаційною скаргою на попередні рішення двох судів, однак 12 січня 2016 року суд відмовив у відкритті провадження за цією скаргою через її необґрунтованість.

### Другий позов Міністерства Юстиції (2015—2022)
Відповідно до затвердженого висновку своєї Комісії від 23 липня 2015 року Міністерство юстиції вдруге звернулося до Окружного адміністративного суду міста Києва щодо припинення діяльності Комуністичної партії України. 31 липня суд відкрив провадження у відповідній адміністративній справі № 826/15408/15.
До розгляду справи також залучалася третя особа — Уповноважений ВРУ з прав людини, однак його представники не з'являлися для участі у судових засіданнях.

#### Судове рішення
16 грудня 2015 року Окружний адміністративний суд Києва завершив розгляд справи за позовом Міністерства юстиції до КПУ про заборону її діяльності. Суд задовольнив позов Міністерства юстиції у повному обсязі, припинивши діяльність Комуністичної партії України.
Amnesty International в особі директора AI в Європі та Центральній Азії Джона Далхусена засудила рішення про заборону Компартії як «небезпечний прецедент, що відкидає Україну назад на її шляху до реформування та поваги до прав людини» та закликала негайно скасувати це рішення..

#### Апеляція
Комуністична партія подала апеляційну скаргу до Київського апеляційного адміністративного суду з проханням скасувати рішення суду першої інстанції від 16 грудня 2015 року. Скарга займала 102 сторінок без додатків. 15 січня 2016 року суд прийняв скаргу до розгляду.
20 вересня 2017 року суд призупинив розгляд справи до вирішення справи Конституційним Судом України щодо конституційності Закону України «Про засудження комуністичного та націонал-соціалістичного (нацистського) тоталітарних режимів…».
З 3 жовтня 2018 року Київський апеляційний адміністративний суд припинив здійснювати свою діяльність, а його справи почали передаватися до новоутвореного Шостого апеляційного адміністративного суду. 16 січня 2019 року колегія суддів Шостого апеляційного адміністративного суду прийняла справу щодо припинення діяльності Комуністичної партії до свого провадження.
26 лютого 2020 року Шостий апеляційний адміністративний суд поновив провадження у справі у зв'язку з прийняттям відповідного рішення Конституційним Судом.
У 2020—2021 роках розгляд справи кілька разів відкладався у зв'язку з карантинними заходами під час епідемії коронавірусу.
3 травня 2022 року суд вирішив апеляційну скаргу Комуністичної партії залишити без задоволення, а рішення суду першої інстанції — залишити без змін. Водночас суд залишив можливість подати касаційну скаргу на це рішення безпосередньо до Верховного Суду. Тільки після цього рішення про заборону КПУ набуло законної сили.

## Ідеологія партії

### Проросійська ідеологія партії
Станом на 2013 рік «Комуністична партія України» була однією з 14 найбільших проросійських партій України. Станом на 2014 рік, відразу перед Революцією гідності, Партія регіонів разом з КПУ, вважалися двома найбільш проросійськими партіями.